# 궈타오

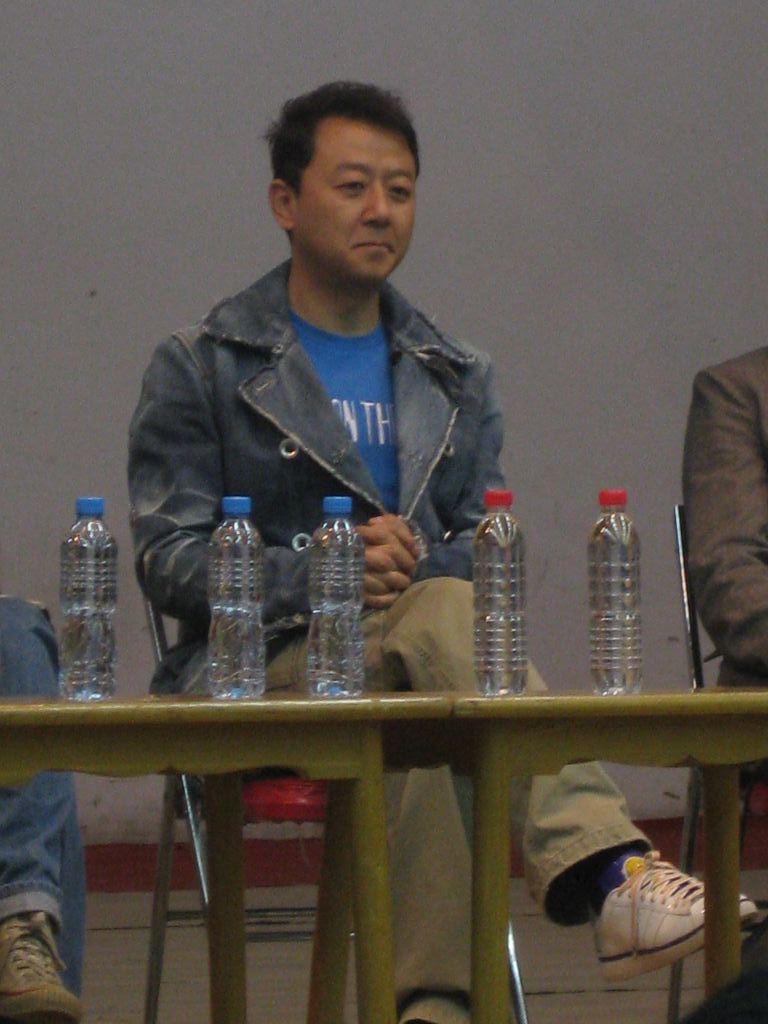

궈타오(Guo Tao, 1969년 12월 17일 ~ )는 중화인민공화국의 배우, 텔레비전 배우이다.
베이징시에서 태어났다.

## 방송
- 온주량가인
- 파파거나아

## 영화
- 그날은 오리라 (2017년)
- 아부시반금련 (2016년)
- 온주량가인 (2015년)
- 아빠의 휴가 (2015년)
- 파파거나아 (2014년)
- 5일의 마중 (2014년)
- 마약전쟁 (2013년) - 대롱 역
- 블라인드 디텍티브  (2013년)
- 백만거악 (2012년)
- 바텀 라인 (2012년)
- 백록원 (2012년)
- 유오성의 7인의 암살단 (2012년)
- 경탐가인 (2011년)
- 만유인력 (2011년)
- 완혹청춘 (2010년)
- 애정유수참 (2010년)
- 당길가덕 (2010년)
- 월광보합 (2010년)
- 가유희사 2009 (2009년)
- 방직공장 소녀 (2009년)
- 청두, 사랑해 (2009년)
- 도화운 (2008년)
- 방가 (2007년)
- 낙엽귀근 (2007년)
- 연배국 (2007년)
- 대전영 2.0 - 량개사과적황당사 (2007년)
- 봉황 (2007년)
- 크레이지 스톤 (2006년)
- 천생일대 (2006년)
- 동경심판 (2006년)
- 여포와 초선 - 접무천애 (2004년) - 주작 역
- 스피이시 러브 수프 (1998년)
- 머나먼 낙원 (1998년)
- 인생 (1994년)